# Elhovo Gap
Elhovo Gap är ett bergspass i Antarktis. Det ligger i Sydshetlandsöarna. Argentina, Chile och Storbritannien gör anspråk på området. Elhovo Gap ligger 344 meter över havet.
Terrängen runt Elhovo Gap är kuperad. Trakten är glest befolkad. Närmaste befolkade plats är St. Kliment Ohridski Base, 9,6 kilometer sydväst om Elhovo Gap. 